# Les Géants pétrifiés
 (octobre 2024).
Si vous disposez d'ouvrages ou d'articles de référence ou si vous connaissez des sites web de qualité traitant du thème abordé ici, merci de compléter l'article en donnant les références utiles à sa vérifiabilité et en les liant à la section « Notes et références ».
Les Géants pétrifiés est la cent-neuvième histoire de la série Spirou et Fantasio de Fabien Vehlmann et Yoann. Elle est publiée pour la première fois dans Spirou du no 3537 au no 3546. Il s'agit de la première histoire de la collection Le Spirou de….

## Univers

### Synopsis
Spirou, Fantasio et Spip sont sur un navire de la mer Méditerranée, utilisé par l'archéologue Martin, ami du Comte de Champignac, qui lui a d'ailleurs prêté le sous-marin de poche inventé autrefois (cf. Le Repaire de la murène) pour ses recherches. Après une courte exploration, Spirou découvre un mystérieux sarcophage.
De retour au château de Champignac, Spirou apprend auprès du Comte de Champignac qui conduit les recherches sur le sarcophage et le roi qu'il contenait (avec entre autres l'aide de Zorglub) qu'il appartient à une civilisation disparue du Pacifique sud, et qu'il a probablement été perdu dans le naufrage d'un navire de colons. Fantasio, croyant bien faire, avertit Bill Callaway, chasseur de trésors aux méthodes douteuses, mais Martin refuse son aide. Fantasio s'en va alors avec Callaway à qui il a promis un reportage sur ses découvertes.
Spirou et Martin entrent pendant ce temps en relation avec une étudiante indonésienne de Jakarta, Tian, qui étudie cette civilisation pour sa thèse, qui formait autrefois un empire très puissant, régnant sur la plupart des îles océaniennes. Elle réussit à retrouver en Nouvelle-Zélande la trace du sarcophage, qui y a été découvert vers 1937 et ramené clandestinement en Europe, où il a été perdu en mer. Ensemble, ils rencontrent à Queenstown des descendants maoris de cette civilisation, dont une escroc nommée Aroha, qui les guident à travers le Fiordland, dans la zone de Glaisnock. Elle les conduisent sur l'ancienne route conduisant à une ancienne nécropole, Rae Kauwheke, mais la route s'enfonce dans l'océan. Fantasio survient pour les avertir que Callaway, qui a découvert le site en analysant les plumes de moa de la coiffe du roi, a l'exclusivité des recherches dans ce secteur. Par conséquent, Spirou et Tian doivent collaborer ou partir. Furieux, ils quittent Fantasio et louent un vieux sous-marin pour aller étudier directement à l'emplacement présumé de l'ancienne nécropole. Ils la trouvent effectivement, mais sont contraints de partir quand Callaway arrive à son tour.
Les maoris et Aroha, furieux, attaquent le navire avec le sous-marin et un vieux revolver mais sont accueillis à coups de lance-flammes par les gardes du corps de Callaway. Spirou et Tian, venus les sauver en dinghy, et Fantasio qui découvrent la scène, sont contraints de fuir avec les maohis dans le sous-marin. Après divers soucis techniques, ils sombrent dans la nécropole où ils rencontrent les monstrueux taniwhas (en)/Taniwhasaurus, sorte de créatures préhistoriques, gardiens de Rae Kauwheke, qui les attaquent. Spirou et Fantasio permettent à tout le monde de s'en sortir in extremis mais arrivent sur la côte en même temps que les taniwhas qui ravagent entièrement les équipements de Callaway, qui tenait une réception destinée à vendre les trésors trouvés dans la nécropole. Une fois de plus, Spirou, Fantasio et Tian sauvent tout le monde, y compris Callaway, qui s'amende et finance la création d'un centre d'études, sous l'impulsion de Tian.

### Personnages
- Spirou
- Fantasio
- Spip
- Le Comte de Champignac
- L'assistante de Callaway (première apparition)
- Bill Callaway (première apparition)
- Martin (première apparition)
- Tian, une jeune universitaire indonésienne (première apparition)
- Aroha (première apparition)
- Zorglub
- Le Biologiste

## Publication

### Revues
- Publié pour la première fois dans le journal de Spirou du no 3537 au no 3546.

### Album
- L'album a bénéficié d'un tirage de tête, édité par Khani Editions. Il a également bénéficié d'un tirage de luxe, édité par les librairies Album, en 2006.

## Le parti pris des auteurs
Les auteurs ont décidé de dépoussiérer la série. Le graphisme est proche du comics underground, on sent entre autres l’influence de Jamie Hewlett, auteur de Tank Girl et graphiste du groupe Gorillaz et de Didier Conrad (avec qui Yoann a travaillé sur la série Bob Marone).
Les personnages ont été relookés, Spirou a laissé son habit de groom pour un anorak rouge et un jean noir.